# FK Dagdiziel Kaspijsk
FK Dagdiziel Kaspijsk (ros. Фк "Дагдизель" Каспийск)– rosyjski klub piłkarski z Kaspijska. Założony w 1949 roku, rozwiązany w 2014. Swoje mecze rozgrywał na stadionie Trud.

## Piłkarze
Skład drużyny w 2012r.
| Nr | Poz. | Piłkarz                                              |
| -- | ---- | ---------------------------------------------------- |
|    | BR   | Abdulla Gadżykadiew (wypożyczony z Anży Machaczkała) |
|    | BR   | Аchmied Chajbullajew                                 |
|    | OB   | Magomied Abidiow                                     |
|    | OB   | Albert Gadżybiekow                                   |
|    | OB   | Rusłan Gafarow                                       |
|    | OB   | Amir Gasanow                                         |
|    | OB   | Rasuł Gitinow                                        |
|    | OB   | Machacz Ispagiew                                     |
|    | PO   | Magomied Bagomiedow                                  |
|    | PO   | Fatulla Fatullajew                                   |
|    | PO   | Marat Gafarow                                        |
|    | PO   | Anwar Gazimagomiedow                                 |

| Nr | Poz. | Piłkarz                                           |
| -- | ---- | ------------------------------------------------- |
|    | PO   | Alijar Ismaiłow                                   |
|    | PO   | Gamzat Omarow                                     |
|    | PO   | Michaił Pomiecko (wypożyczony z Anży Machaczkała) |
|    | PO   | Murad Ramazanow                                   |
|    | PO   | Anzur Sadiow                                      |
|    | PO   | Bagaudin Tagirow                                  |
|    | NA   | Rusłan Ałijew                                     |
|    | NA   | Sulejman Czałajew                                 |
|    | NA   | Achmied Kurbanow                                  |
|    | NA   | Magomiet Mametow                                  |
|    | NA   | Timirłan Szawanow                                 |